# 하우에 길드하우스
하우에 길드하우스(Zunfthaus zur Haue) 또는 하우에 하우스(Haus zur Haue)는 뮌스터교와 라트하우스교 사이의 리마트콰이 산책로에 위치해 있다. 상인과 상인의 길드를 의미하는 켐벨 길드의 길드 하우스이다. 사프란, 치머로이텐 및 뤼덴 길드하우스와 인접해 있으며, 스위스 취리히에서 역사적으로 주목할만한 건물 중 하나이다. 건물에는 또한 같은 이름의 비교적 비싼 레스토랑이 있다.

## 역사

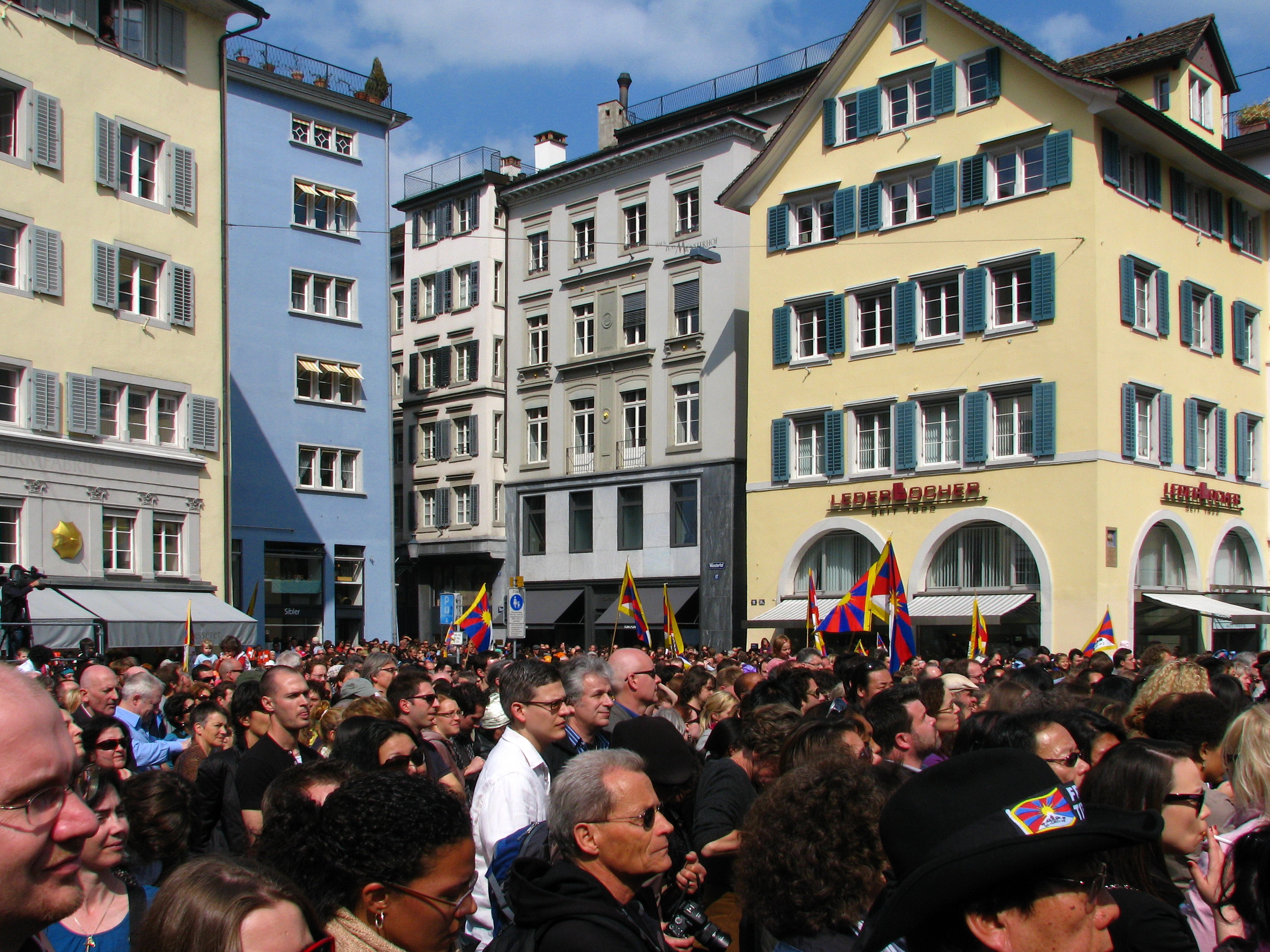
뮌스터호프 (우측에서)에서 보본 이전 길드하우스

켐벨 길드는 원래 식품 상인과 와인 상인의 길드였다. 최초의 사랑방(주점 및 협회 모임 장소)은 시청 근처에 있었다. 1358년, 취리히의 기사 괴츠 뮐너 2세는 바이에른의 루이 황제가 부여한 주권을 취리히시에 팔았다. 새로 획득한 소유물은 ‘Haue’ 건물에 관리 센터가 있는 오버포크트가 관리했다. 그들의 길드 하우스는 1389년 문서에서 Kembel로 처음 언급되었다. 1442년 이 건물은 소금 상인의 소유였으며, 1450년부터는 ‘Salzlütenhus’, ‘Houw’ 또는 ‘Salzhouw’로 알려졌다. 하우에라는 용어는 소금 상인의 문장에 새겨진 도끼에서 파생되었다. 1487년 길드는 여전히 뮌스터호프 18번지에 위치한 켐벨 하우스를 인수했다. 뮌스터호프 광장 부지는 취리히에서 더 유명한 길드의 고귀한 길드 하우스에서 의도적으로 거리를 두는 것으로 간주된다. 1532년에 옷감 상인 콘라트 롤렌부츠가 재산을 인수하여 두 아들에게 주었다. 16세기 후반부터 ‘Haue’는 살로몬 히르첼-롤렌부츠(1544-1605)와 그의 아들인 취리히 시장 살로몬 히르첼(1580-1652)의 소유였다. 1781년 이 건물은 루돌프 히르첼 로르도르프-슈프륑글리 가문의 집이었다. 하우에 건물은 1878년 식민지 상품 상인 베케르트에게 매각되었으며, 마지막 개인 소유주였다. 1956년 5월 31일 – 공식 해체 후 150년 – 새로 설립된 켐벨 협회가 하우에 건물을 구입했다. 1980년부터 레스토랑(Weinstube)이 있다.

## 건축물
리마트콰이의 현재 ‘하우에’ 건물은 원래 1373년에 처음 언급된 상부나 하부 ‘베츠빌러후스’(Wetzwilerhus)와 로폴츠후스(Ropoltzhus)라는 이전에 분리된 세 건물의 앙상블이었다. 세 곳 모두 나중에 오늘날과 같은 건물인 복합 단지로 재건되었다. 현재 리마트콰이에 있는 시청 근처의 건물은 가장 바람직한 개인 주택 중 하나였으며, 시청은 도시의 정치적인 동시에 경제적인 중심지였다. 기념판과 지붕 위의 사슴은 살로몬 히르젤 가문이 집주인이었던 시절을 연상시킨다.
1576년의 뮤어러플랜에서 건물은 후에 현재의 리마트콰이를 형성한 소위 라이히스트라세(제국의 거리)에 있는 뤼덴 하우스 북쪽의 리마트 오른쪽 해안에서 볼 수 있다. 1878년경 식민지 상품 상인 베커르트가 정면을 재건하고 페인트칠된 장식품과 고딕 양식의 창문으로 장식했다. 저명한 까마귀 계단 박공은 베케르트의 조카 알베르크 베크르트-이르니거에 의해 지어졌다. 1층에 있는 길드 홀은 1979년 건축가 아르민 마일리에 의해 개조되었으며, 레스토랑은 1980년에 설립되었다.

## 갤러리

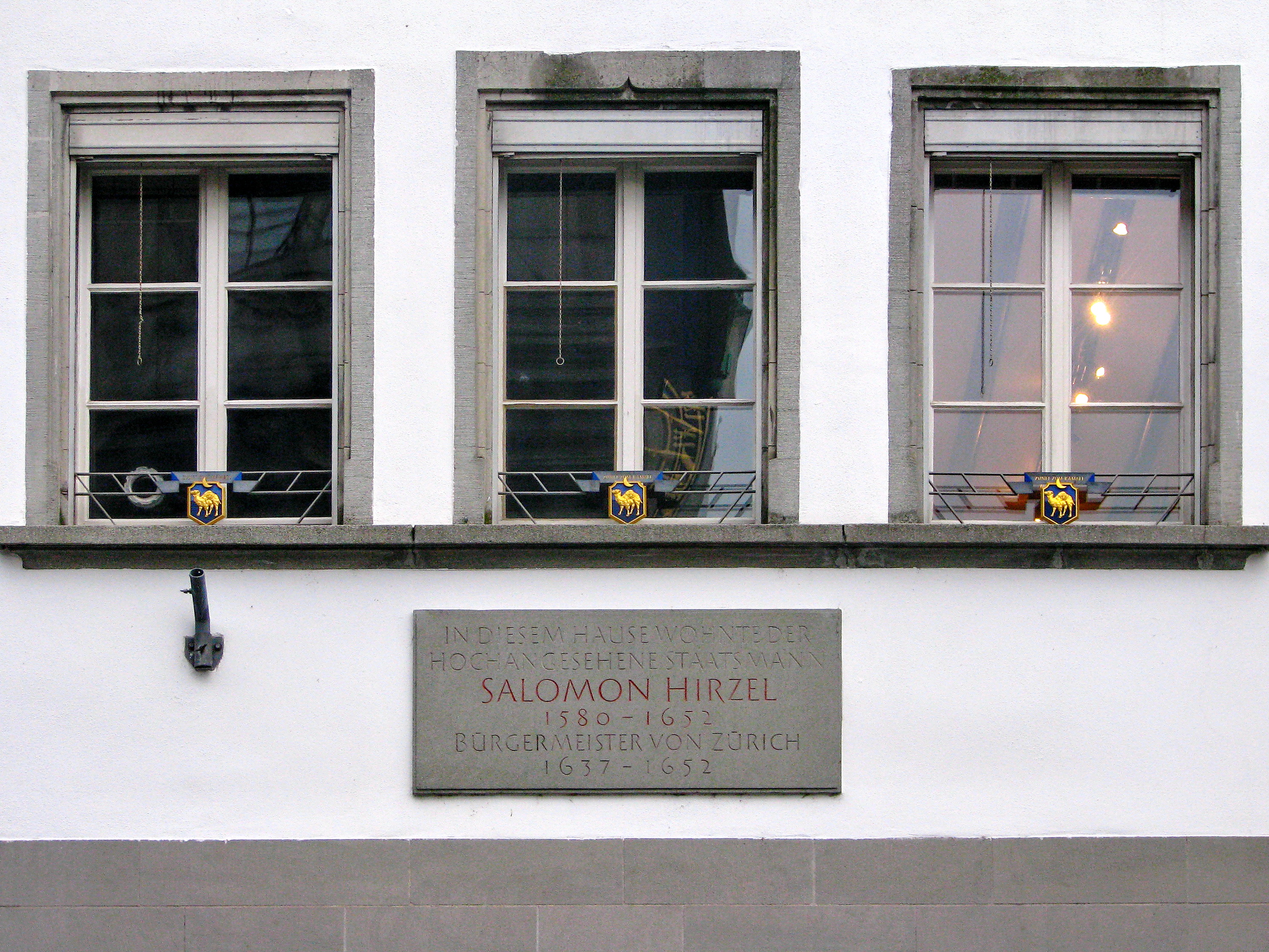
기념 명패
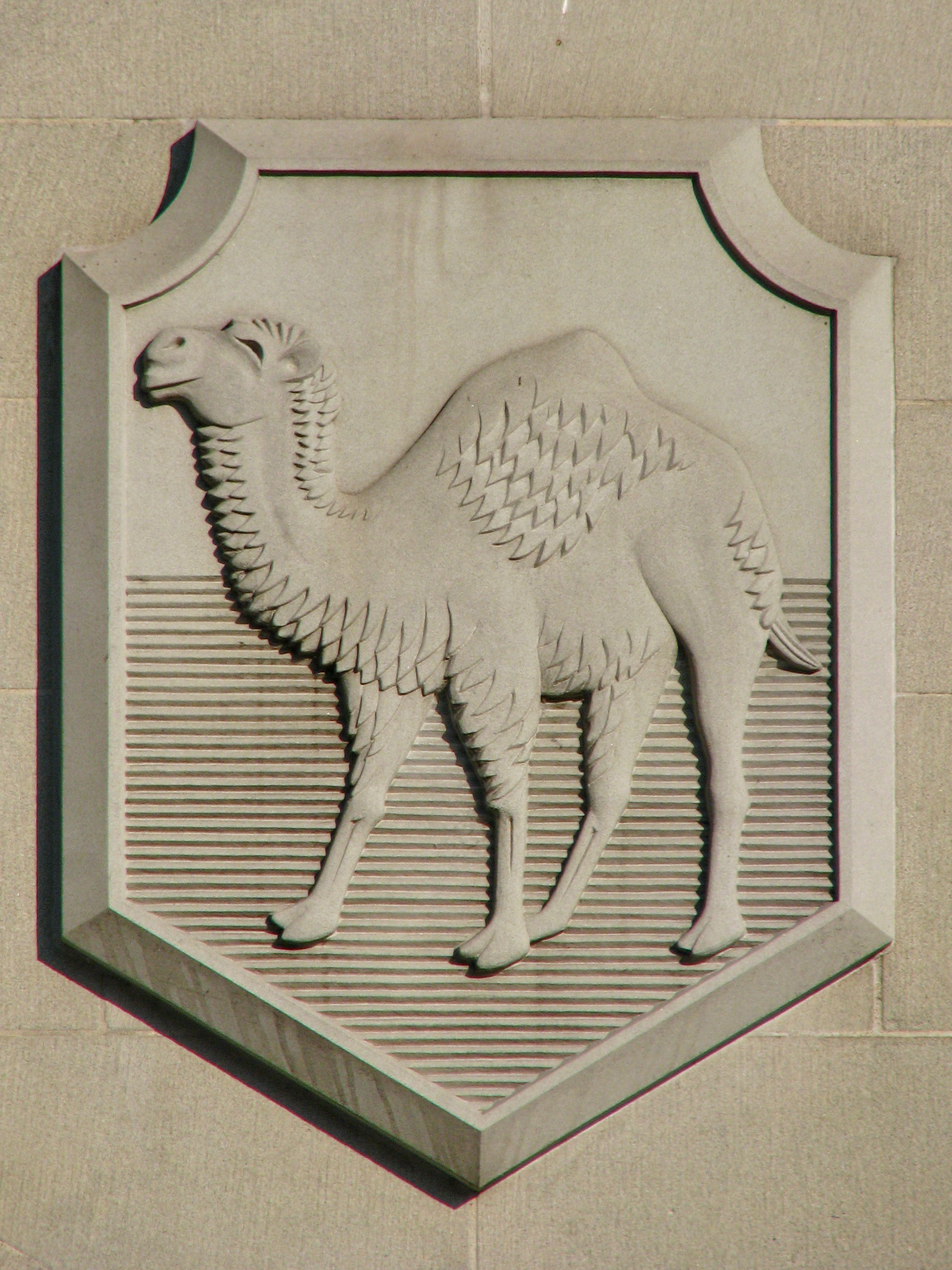
문장 방패
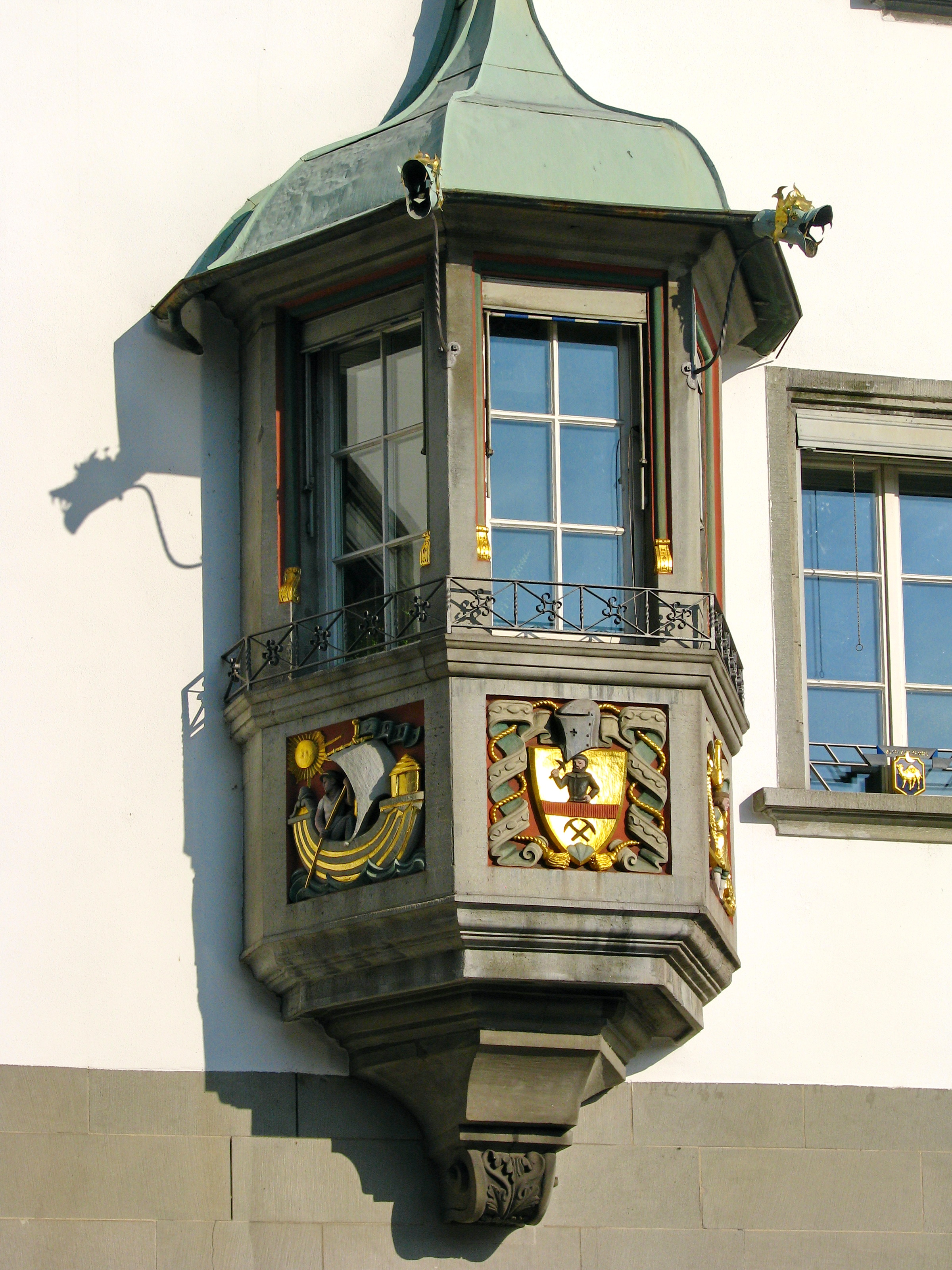
소금상인의 문장이 있는 돌출 창문
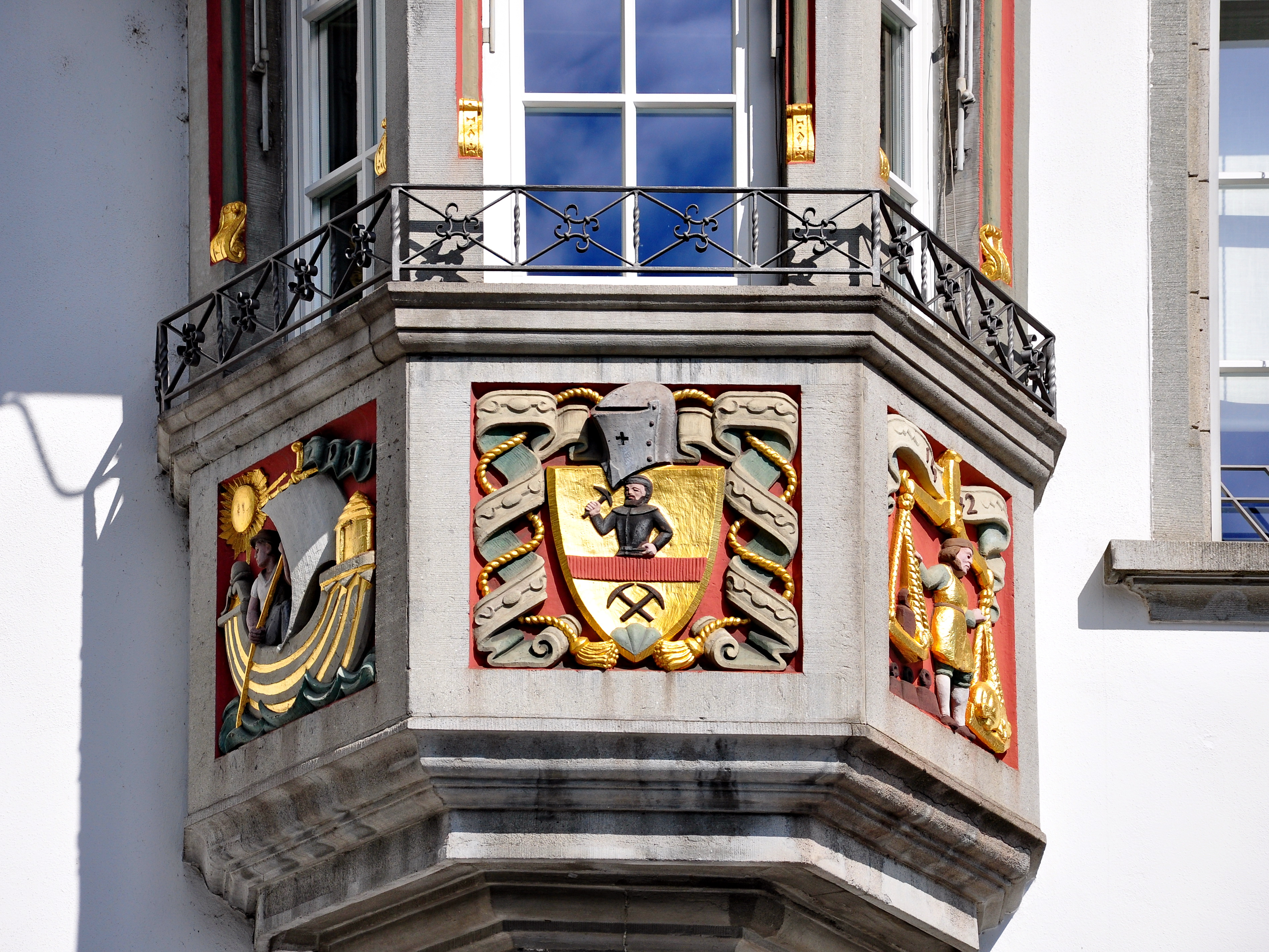
돌출 창문
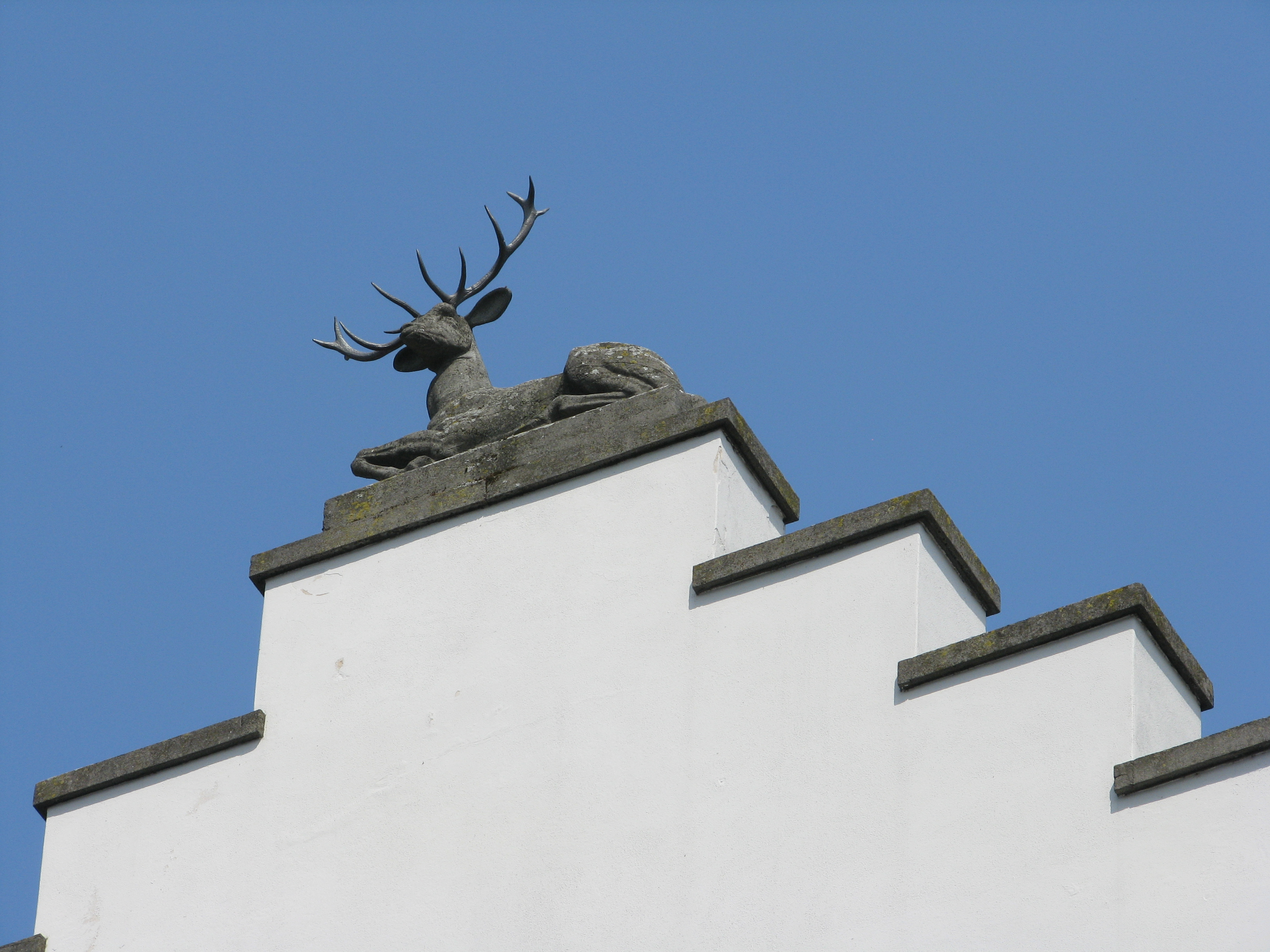
옥상사슴이 있는 까마귀발톱박새
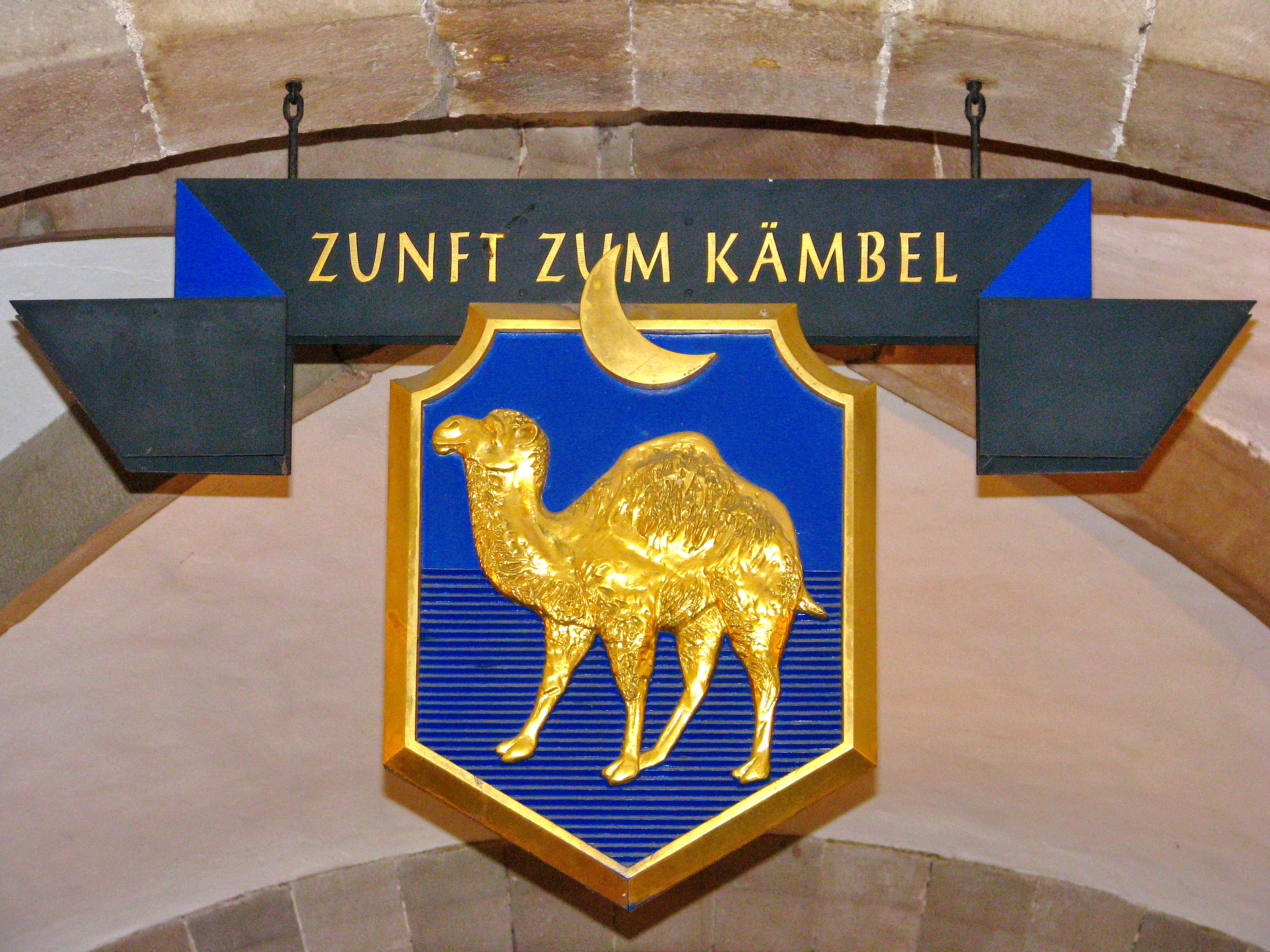
리마트콰이에 있는 켐벨 길드의 문장
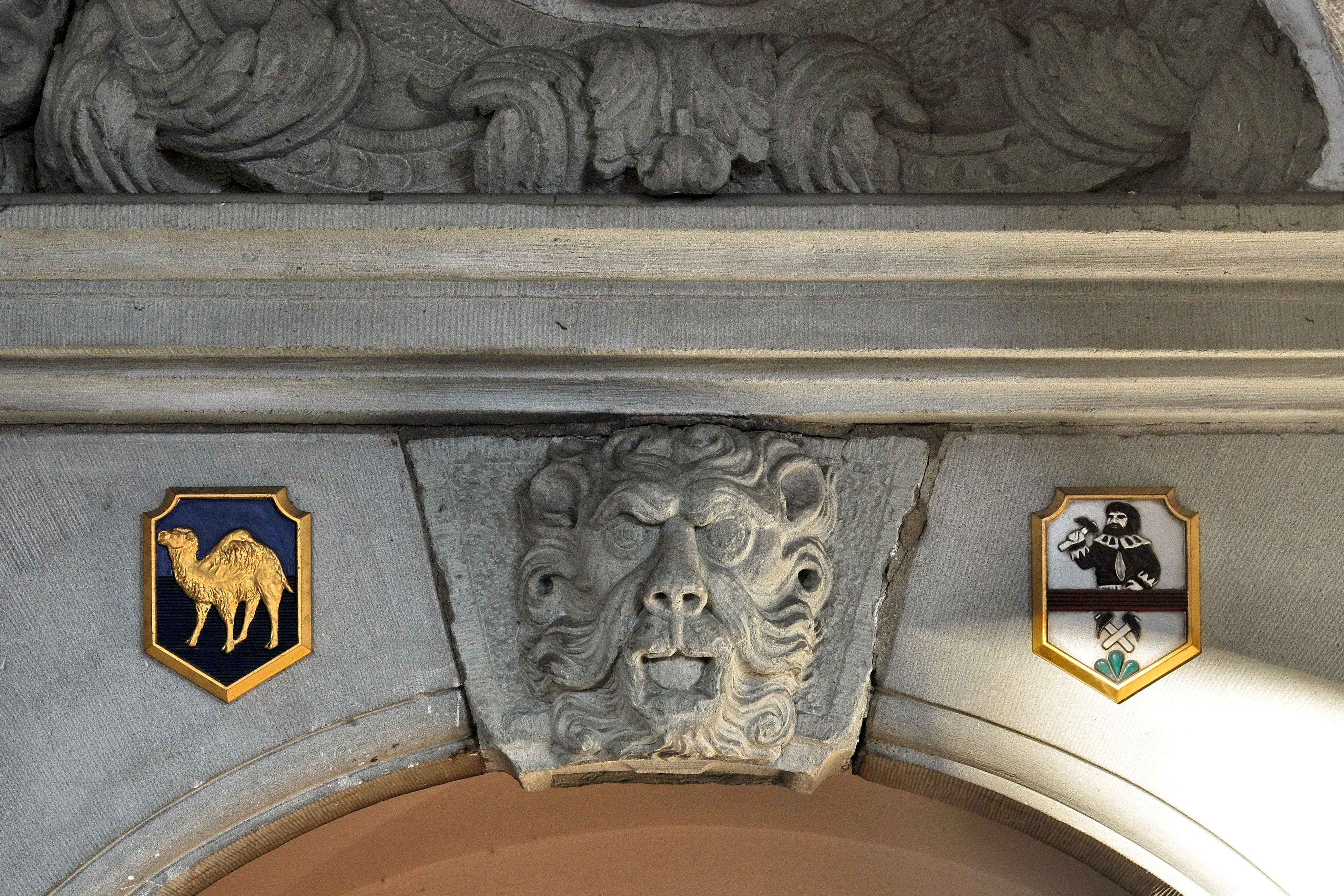
식당 입구